# Masfut
Masfut  (en árabe: مصفوت‎, romanizado: Sha'biyyat Maşfūt)  es un enclave del Emirato de Ajmán, en el que se encuentra la ciudad homónima de Masfut.
Está situado junto al enclave de Hatta, perteneciente al Emirato de Dubái, a unos 125 kilómetros al sureste de la ciudad de Ajman, y limita al norte, al oeste y al sur con el Sultanato de Omán; al este con el enclave de Hatta (Dubai); y al noreste con el Emirato de Ras al Jaima.
Tiene una superficie de 86 kilómetros cuadrados, de los cuales, aproximadamente un tercio corresponden a áreas urbanas, residenciales, granjas o zonas de cultivo. El resto de su territorio es terreno predominantemente montañoso, árido y agreste, esquilmado en su parte septentrional por la explotación de grandes canteras, que han causado un enorme impacto ambiental en la región y un daño irreparable al medio natural. En su parte meridional, mejor conservada, la cima de mayor elevación es el Jabal Hatta, también conocido como Um Alnosoor (1280 m s. n. m.).

## Divisoria de aguas, wadis y poblaciones

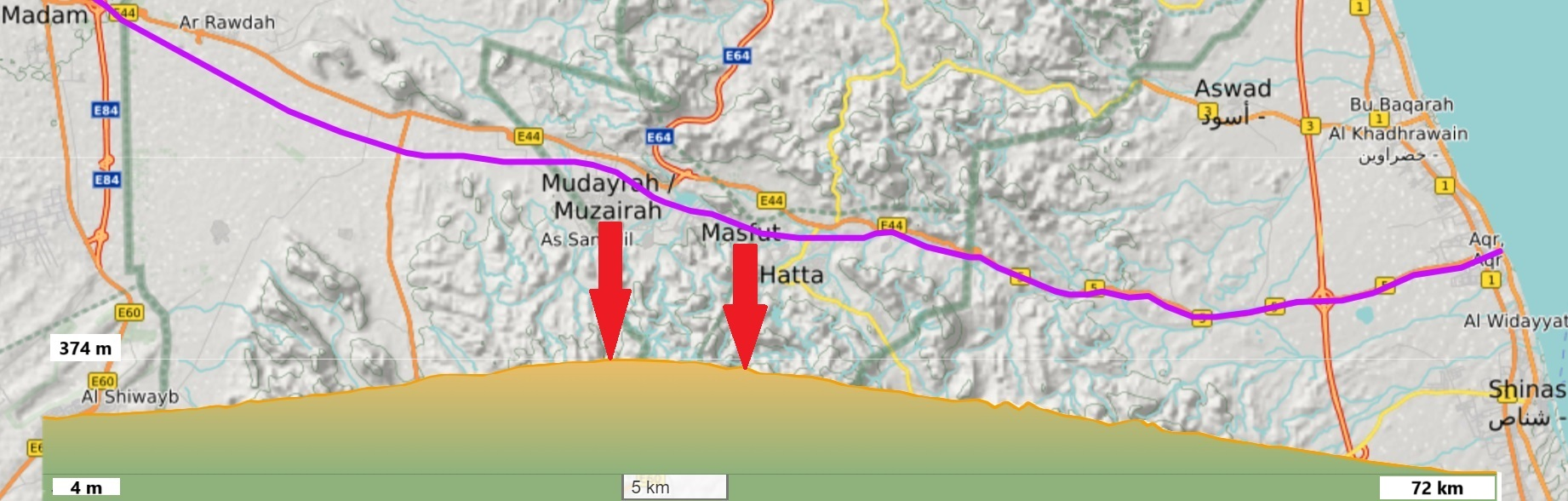
Masfut y Mudayrah. Divisoria de aguas. Gráfico del perfil de elevación de una hipotética ruta entre Madam y el Golfo de Omán

El enclave de Masfut se extiende a ambos lados de la divisoria de aguas, que delimita las cuencas que vierten sus aguas hacia el Golfo de Omán, y las que lo hacen hacia el Golfo Pérsico, atravesado de oeste a este por su curso de agua principal, el Wadi Hadf, afluente del Wadi Hatta, flanqueado al norte por la cresta del Jabal al Abyad / Jabal al Bayd (559 m s. n. m.).
Tanto los núcleos urbanos más relevantes (Masfut, Mudayrah y Al Subaygha), como los numerosos cursos de agua efímeros e intermitentes que recorren el enclave, están repartidos entre ambas cuencas. 
Al este, la propia ciudad de Masfut y los wadis que confluyen en el Wadi Hadf (Wadi Ghalfa / Gulfa, Wadi Al Mestib, Wadi Al Khulaiban, Wadi Laim ), que drenan la cuenca hidrográfica del Wadi Hatta, hacia el Golfo de Omán; y al oeste, las poblaciones de Mudayrah y Al Subaygha, y los wadis que vierten hacia el Golfo Pérsico a través de la llanura aluvial de Sayh Mudayrah / Sayḩ Muḑayrah / Sayh Muzayri', (Wadi Al Jazeer, Wadi Hamfaria, Wadi Al Kharus, Wadi Sawamia ).
El antiguo pueblo y actual ciudad de Masfut, que concentra algunos de los edificios históricos más representativos (castillo y actual museo, torres de vigilancia y mezquitas), está situado junto al límite administrativo con el enclave de Hatta, en un corredor relativamente llano, con una ligera pendiente hacia el este, que sigue de noroeste a sureste el curso del Wadi Hadf, y al sur por la pequeña sierra que rodea al Jabal Lishan (660 m s. n. m.).
El segundo núcleo urbano en importancia, pero el primero en población, es Mudayrah / Muzairah / Muzayri', con su barrio de Sayh Al Zahra, situado 6 kilómetros al oeste del centro de Masfut, junto al límite fronterizo con Omán; construido sobre la extensa llanura de grava que forma el abanico aluvial de Sayh Mudayrah, al pie de la cresta montañosa de Jabal Mudayrah (472 m s. n. m.).
Finalmente, en el extremo occidental del enclave, junto al límite fronterizo con Omán, se encuentra el pequeño pueblo de Al Subaygha.

## Historia
Los Na'im (en árabe: النعيم‎, romanizado: Na'īm)  fueron una tribu beduina importante que controló Masfut durante un largo período. 

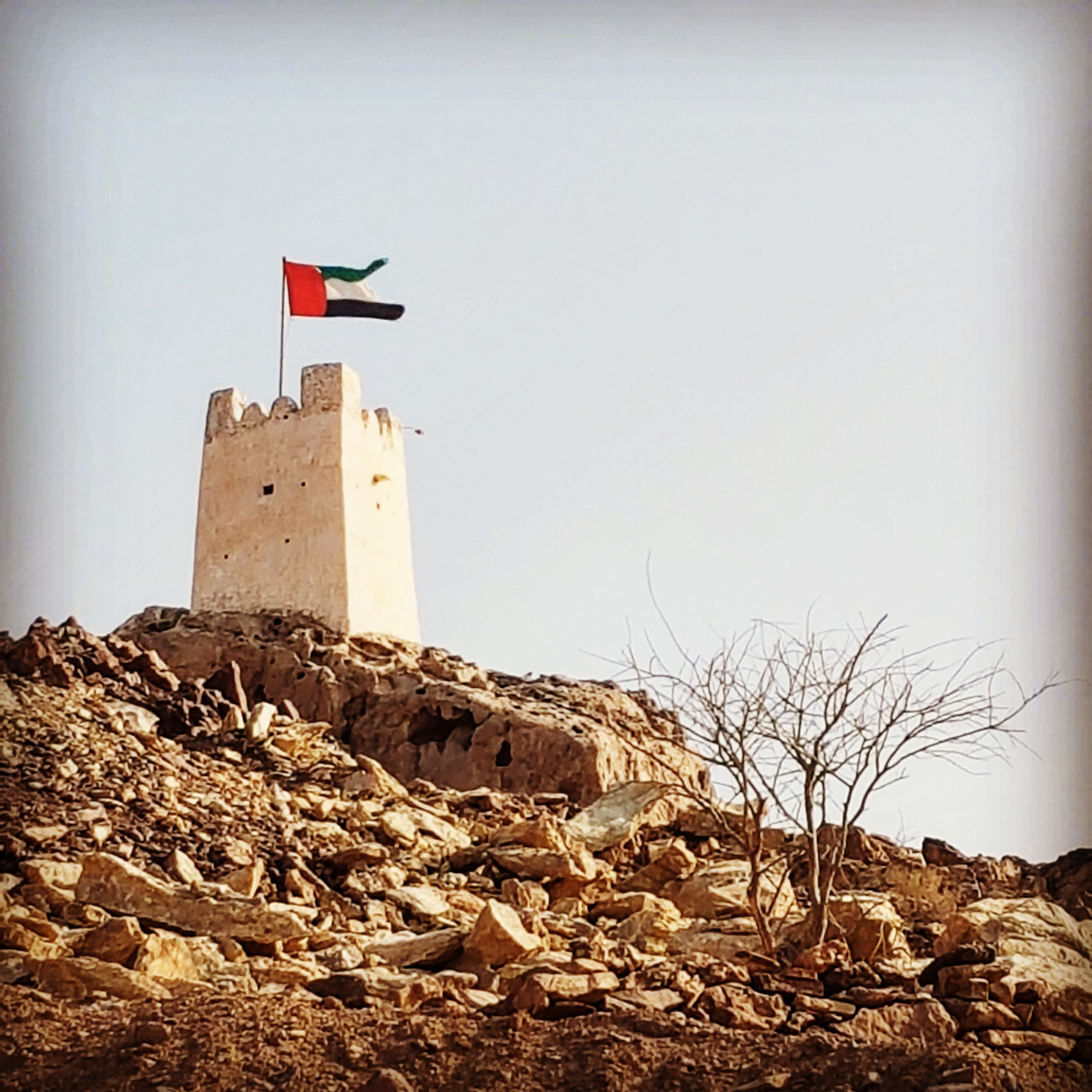
Masfut, Ajman - Torre de vigilancia Al Bomah (Torre del buho), controlando el paso hacia y desde la costa de Al Batinah, en el Golfo de Omán.

Aunque era originaria y tenía su núcleo principal de influencia en la ciudad oasis de Buraimi y la cercana Al Ain (Buraimi), su presencia en la región de Masfut está bien documentada, especialmente en el contexto de sus conflictos con tribus vecinas como los Bani Qitab, asentados en Hajarain.
Tanto Masfut como Hajarain ocupaban una estratégica zona de tránsito entre la costa del Golfo Pérsico y las poblaciones del interior, y la costa de Al Batinah en el Golfo de Omán, que era lugar obligado de paso para muchas caravanas.
Las disputas por el control de ese paso estratégico hicieron que los Na'im de Masfut estuvieran en conflicto casi constante con el pueblo de Hajarain, hoy conocido como Hatta, que más tarde se convirtió en una dependencia de Dubái.
Los Na'im lograron mantener el control de Masfut en el siglo XIX y principios del siglo XX con la ayuda de alianzas con otros jeques, como Zayed bin Khalifa Al Nahyan de Abu Dabi, aunque posteriormente, en 1948, perdieron el control del enclave ante el jeque Rashid bin Humaid Al Nuaimi III de Ajman.
Desde entonces, Masfut forma parte del Emirato de Ajmán.

## Límites geográficos del enclave
En 1959 se firmó entre el Sultán de Mascate y Omán Said bin Taimur y el jeque Rashid bin Humaid Al Nuaimi, gobernador de Ajman, un documento base para la delimitar las fronteras del enclave, que resulta de interés por las referencias toponímicas que menciona:

El Sultán Said bin Taimur, Sultán de Mascate y Omán, y el Jeque Rashid bin Humaid al Naimi, Gobernante de Ajman, han acordado las fronteras que se indican a continuación entre las tribus del Sultanato (los Bani Kaab) y el Estado de Ajman, según los mapas dibujados por Mr. Julian Walker. Las fronteras son dos líneas separadas:

La primera línea comienza en la cima de Jebal Umm an Nasur, que divide los pueblos de Hajarain  y Masfut y los Bani Kaab, y va hacia el oeste hasta un punto al sur de la cabecera del Wadi Ghalfa, que pertenece a Masfut. La línea se detiene en la cabecera del mencionado Wadi Ghalfa.

La segunda línea comienza en la cima de Jebal Mizaira  al norte de Al Mishkal y se dirige al oeste hasta el extremo occidental de Jebal Mizaira, y luego hacia el oeste por Wadi Khurus, que es el Wadi que fluye entre Khtaim ar Rahman y Al Jazir. Después de eso, la línea se dirige al noroeste hasta As Subaigka  y Al Milaina, y estos dos lugares esperan el ajuste de la frontera. Desde Milaiha, la línea se dirige al este hasta la cabecera de Wadi Sawamia  y de allí a la cima de Jabal Abu Faraj, que es el punto divisorio entre los Bani Kaab y el Biduwat de Masfut.

Naturalmente, posteriormente se concretaron con mayor precisión las lindes, y en 2003 se firmó y ratificó un acuerdo de límites, para toda la frontera entre Emiratos Árabes Unidos y Omán, incluidos los enclaves de Omán en la península de Musandam y en Mahdah, pero no se han publicado los contenidos del acuerdo, ni los mapas detallados que muestran la alineación. No obstante, en el enclave de Masfut, se instaló en 2002 una cerca o valla perimetral que define de facto, parcialmente, el límite fronterizo internacional, desde la cima del Jabal Abu Faraj, hasta la cabecera del Wadi Ghalfa (afluente del Wadi Hadf), y en 2017 se modificaron los límites administrativos entre Dubái y Ajman.
Cabe destacar que a 12 kilómetros hacia el suroeste del centro de Masfut, ya en territorio omaní, se encuentra el pueblo de Hadf, administrado en régimen de condominio internacional entre Omán y Emiratos Árabes Unidos.

## Toponimia
Nombres alternativos: Masfut, Maşfūt, Sha'biyyat Maşfūt, Maṣfūṭ, Masfout. 
Los nombres del pueblo de Masfut, Sayh Mudayrah y otros topónimos de la zona, quedaron registrados en la documentación y mapas elaborados entre 1950 y 1960 por el arabista, cartógrafo, militar y diplomático británico Julian F. Walker, durante los trabajos efectuados para el establecimiento de fronteras entre los entonces denominados Estados de la Tregua, completados posteriormente por el Ministerio de Defensa del Reino Unido, en mapas a escala 1:100.000 publicados en 1971.
Las recientes variantes del nombre (Masfout, Masfoot, e incluso Masfoud) proceden todas ellas de una desafortunada transliteración del árabe al inglés. Históricamente el nombre y ortografía comúnmente utilizada en miles de documentos y publicaciones en lengua inglesa, reconocido internacionalmente, ha sido siempre Masfut.
La transliteración efectuada en 1992 por The National Atlas of the United Arab Emirates, basada en las reglas de transliteración del árabe al alfabeto latino, establecidas en el denominado Amended Beirut System (1972), respetó la grafía de los distintos topónimos tal como los pronuncian sus habitantes nativos, y en dicho Atlas, este enclave y ciudad consta referenciado con la grafía Sha'biyyāt Maşfūt.

## Población
El área de Masfut estuvo poblada principalmente por la tribu Biduwat.
En la actualidad, según el censo de población de 2017, el conjunto del enclave tiene una población de 8.988 habitantes, de los cuales 3.002 residen en la zona oriental (ciudad de Masfut); 4.280 en la zona central (Mudayrah); 650 en la zona más occidental (Al Subaygha), y 1.056 en otras áreas.

## Plan Ajman Vision 2030
En marzo de 2024, el gobierno de Ajman hizo público un plan estratégico denominado Ajman Vision 2030, que a modo de declaración de intenciones expone diferentes proyectos a realizar en los próximos años en el conjunto del emirato.
En dicho plan estratégico se hace referencia a Masfut, afirmando que está situado a una altitud aproximada de 1.200 metros y que ello lo convierte en un popular destino para senderismo y acampada. El plan propone transformar Masfut en un próspero destino de montaña, aprovechando la belleza natural del enclave para promover actividades al aire libre y experiencias basadas en la naturaleza.